# Helmut Kuzmics
Helmut Kuzmics (* 22. Juni 1949 in Graz) ist ein österreichischer Soziologe.
Kuzmics studierte Volkswirtschaft und Soziologie in Graz und Wien und habilitierte sich 1987 für Soziologie an der Universität Graz, wo er inzwischen als Universitätsprofessor lehrt.
Seine Forschungsschwerpunkte sind: Historische Soziologie, Figurationssoziologie, Zivilisationstheorie, Allgemeine Soziologie, Wirtschaftssoziologie, Literatursoziologie, Emotionssoziologie, Nationale Mentalitäten, Moderne und Modernisierung, Symbolischer Interaktionismus.

## Schriften (Auswahl)
- Der Preis der Zivilisation. Die Zwänge der Moderne im theoretischen Vergleich. Campus, Frankfurt am Main/New York 1989
- mit Ingo Mörth (Hrsg.): Der unendliche Prozeß der Zivilisation. Zur Kultursoziologie der Moderne nach Norbert Elias. Campus, Frankfurt am Main/New York 1991
- mit Roland Axtmann: Autorität, Staat und Nationalcharakter. Der Zivilisationsprozeß in Österreich und England 1700–1900. Leske + Budrich, Opladen 2000
- mit Annette Treibel und Reinhard Blomert (Hrsg.): Zivilisationstheorie in der Bilanz. Beiträge zum 100. Geburtstag von Norbert Elias. Leske + Budrich, Opladen 2000
- mit Gerald Mozetic: Literatur als Soziologie. Zum Verhältnis gesellschaftlicher und literarischer Wirklichkeit. UVK, Konstanz 2003